# St. Maria Geburt (Noithausen)

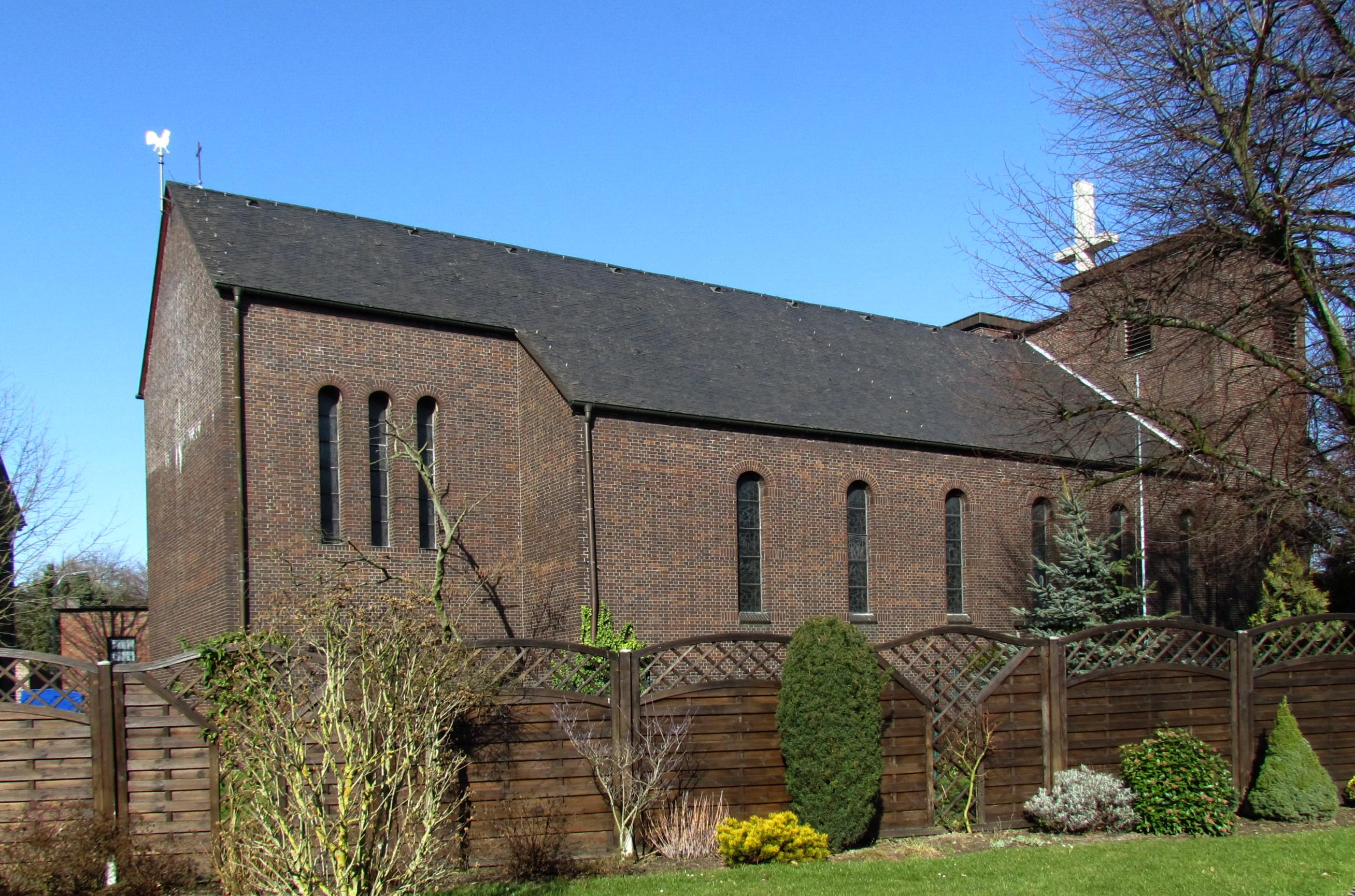
Kath. Pfarrkirche St. Mariä Geburt

Die römisch-katholische Pfarrkirche St. Maria Geburt ist ein denkmalgeschütztes Kirchengebäude in Noithausen, einem Stadtteil von Grevenbroich im Rhein-Kreis Neuss (Nordrhein-Westfalen).

## Geschichte und Architektur
Der Backsteinsaal mit einer Doppelturmfassade wurde 1930 errichtet. Bemerkenswert ist die Verkündigungsgruppe aus Holz vom Anfang des 16. Jahrhunderts. Sie ist eine kölnische Arbeit und lässt das Vorbild der Gruppe in St. Kunibert in Köln erkennen. Ein Kruzifix aus Holz wurde 1652 geschaffen.